# Даниела Тиле
Даниела Тиле (на немски: Daniela Thiele) е германска издателка, критичка, преводачка и писателка на произведения в жанра любовен роман. Пише под псевдонима Никола Баро (на френски: Nicolas Barreau), Розали Таверние (на френски: Rosalie Tavernier), Софи Шерер (на немски: Sophie Scherrer) и Трикси фон Бюлов (на немски: Trixi von Bülow).

## Биография и творчество
Даниела Тиле е родена на 1959 г. в Дюселдорф, Германия.
След дипломирането си работи като журналист, телевизионен оператор и редактор за големи издателства. Заедно със съпруга си Йоханес Тиле основават през 2008 г. малката издателска къща „Тиле“, на която тя е програмен директор.
Започва да пише в началото на новия век. Първите ѝ публикации са под псевдонима Розали Таверние. През 2009 г. издава успешния роман „Жената на моя живот“ под псевдонима Никола Баро. За самия псевдоним създава измислена самоличност на млад французин. Следват още няколко успешни романа в същия стил, като „Една женска усмивка“ и „Ein Abend in Paris“ (Една вечер в Париж).
Даниела Тиле живее със семейството си в Мюнхен.

## Произведения

### Като Никола Баро

#### Самостоятелни романи
- Die Frau meines Lebens (2009)
Жената на моя живот, изд.: ИК „Ентусиаст“, София (2013), прев. Людмила Костова
- Das Lächeln der Frauen (2010)
Една женска усмивка, изд.: ИК „Ентусиаст“, София (2011), прев. Людмила Костова
- Du findest mich am Ende der Welt (2010)
Ще ме намериш на края на света, изд.: ИК „Ентусиаст“, София (2016), прев. Людмила Костова
- Ein Abend in Paris (2012)
Една вечер в Париж, изд.: ИК „Ентусиаст“, София (2014), прев. Людмила Костова
- Menu d'amour: Eine Liebesgeschichte (2013)
- Paris Is Always a Good Idea (2014)
Париж винаги си заслужава, изд.: ИК „Ентусиаст“, София (2015), прев. Людмила Костова
- Das Cafe der kleinen Wunder (2017)
Кафенето на малкото чудо, изд.: ИК „Ентусиаст“, София (2017), прев. Людмила Костова
- Die Liebesbriefe von Montmartre (2018)
Изведи ме на светло, изд.: ИК „Палимпсест“, София (2020), прев. Людмила Костова

### Като Розали Таверние

#### Самостоятелни романи
- Einmal im Leben sollte jeder eine Dummheit aus Liebe begehen (2007)
- Manchmal muss man einfach nur ans Meer fahren um glücklich zu sein (2008)
- Warum nicht einfach mal das Weite suchen (2009)
- Das Geheimnis meiner Mutmach-Marmelade (2009)

### Като Софи Шерер

#### Детска литература
- Nini (2011)

### Като Даниела Тиле
- Freundinnen für immer (2013)

### Като Трикси фон Бюлов
- Der kleine Männererkenner (2005)
Разкодиране на мъжа, изд.: „Софтпрес“, София (2007), прев. Ива Иванова
- 101 Dinge, die man tun kann,um eine Frau glücklich zu machen (2009)
- Das Trixi-Prinzip. Mit sanfter Anarchie zum schöneren Leben (2010)
Принципът на Трикси: чрез нежна анархия към по-хубав живот, изд.: „Софтпрес“, София (2011), прев. Жана Коцева
- Ich wünsche mir, dass endlich mal was Schönes passiert (2014)
- Das kleine Handtaschenbuch: für die Lebenskünstlerin (2018)